# 대구 동화사 목조약사여래좌상 복장전적
대구 동화사 목조약사여래좌상 복장전적(大邱 桐華寺 木造藥師如來坐像 腹藏典籍)은 대한민국 대구광역시 동구, 동화사 대웅전에 봉안되어 있는 목조석가여래삼불좌상 중 약사여래의 복장 전적 7종이다. 2009년 2월 23일 대한민국의 보물 제1607호로 지정되었다.

## 개요
대구 동화사 대웅전에 봉안되어 있는 목조석가여래삼불좌상 중 약사여래의 복장 전적 7종이다. 대웅전은 1725년에 중창하여 1727년(영조 3)에 삼세불좌상을 조성하여 봉안하였고 조성과 동시에 복장불사가 이루어져 그 발원문이 각각 삼세불에서 수습되었다.
석가모니불에는 12종의 자료, 아미타불에는 6종이 복장되었으며, 약사불에 32종으로 가장 많이 복장되었다. 그 중 간기가 있는 것은 1417년(태종 17)부터 1725년(영조 1)사이의 것이고, 간행기록이 없는 것은 고려 중기부터 조선 후기에 해당하며 약사불이 조성된 이전의 것들이 대부분이다.
약사여래 복장 전적 중 묘법연화경(妙法蓮華經) 권제4~7은 1417년 (태종 17)에 함양군부인(咸陽 郡夫人) 박씨 등이 먼저 돌아간 부모의 천도를 위하여 인출한 4부 중의 1부이다. 권4 앞에 실린 변상도의 좌단에는 정씨가 죽은 남편 왕씨의 초생정토(超生淨土)를 기원하기 위하여 화공을 사서 변상도를 그리고 이를 판각 유통시킨다는 지기(識記)가 있어서 이 변상도의 조성경위를 알려준다. 조선 초기 민간의 불교신앙에 대한 연구와 서지학 연구에 자료가 된다. 지장보살본원경(地藏 菩薩本願經)은 발문과 묵서지기에 의하면 1474년(성종 5)에 견성사(堅城寺)에서 간행한 경판에서 예종의 계비인 인순왕후(仁順王后) 한씨(韓氏)가 조모인 신숙화의 처 김씨의 영가천도를 위하여 1481년(성종 12)에 인출한 7부 중의 1건이다. 조선 초기 불교사연구는 물론 인출시기와 동기, 부수가 분명한 자료라는 면에서 출판사연구에 중요한 자료이다. 대방광불화엄경(大方廣佛華嚴經) 정원본 권제1･대방광불화엄경(大方廣佛華嚴經) 주본 권제25·권제63은 24행17자로 6행씩 절첩 된 折帖裝(절첩장장)으로 해인사 사간판(寺刊板)이다. 이 화엄경판은 고려대장경을 새길 때 저본(底本)으로 사용되었던 판이다. 비교적 빠른 시기에 속하는 12~13세기에 새긴 것으로 추정된다.
상지은니무상의경 권하(橡紙銀泥無上依經卷下)와 상지은니대보적경 권제94(橡紙銀泥大寶積經卷第 94)는 상지에 필서한 14세기의 은사경(銀寫經)으로서 고려말 사경연구의 자료가 된다.

## 같이 보기
- 동화사

## 참고 자료
- 대구 동화사 목조약사여래좌상 복장전적 - 국가유산청 국가유산포털